# SV Liebertwolkwitz
Der SV Liebertwolkwitz e. V. ist ein deutscher Sportverein mit Sitz im südöstlichen Stadtteil Liebertwolkwitz der sächsischen Stadt Leipzig.

## Geschichte
Der Verein wurde am 3. Oktober 1858 als ATV Liebertwolkwitz gegründet. So wurde man auch Mitglied der Deutschen Turnerschaft. Neben den Turnern kam dann auch noch am 8. März 1903 eine Fußball-Abteilung dazu. Am 10. September 1945 wurde Verein schließlich durch den Bürgermeister aufgelöst und im Jahr 1948 als BSG Motor Liebertwolkwitz (bzw. zuerst BSG Getriebe Liebertwolkwitz) neu gegründet. Seit der Wende heißt der Verein SV Liebertwolkwitz.

### Fußball-Abteilung
Zum Start der 1920er Jahre spielt die erste Fußball-Mannschaft noch im Spielbetrieb des ATSB in der dortigen 1. Klasse, belegt dort aber immer nur hinterste Plätze. Am 11. Dezember 1923 wird die Mannschaft dann zum Spielbetrieb der Deutschen Turnerschaft gewechselt. Dort kommt die Mannschaft aber ebenfalls nicht auf höhere Platzierungen. In der Saison 1928/29 findet sich die Mannschaft wiederum im Spielbetrieb des ATSB wieder, wo diese mittlerweile in der 3. Klasse unterwegs war. Nach ein paar weiteren Ligawechseln spielt man nach der Machtergreifung in der 2. Kreisklasse und steigt am Ende der Saison 1933/34 auf. Bis zur Saison 1939/40, spielt die Mannschaft nun konstant in der 1. Kreisklasse und stieg zur Spielzeit 1941/42 in die damals zweitklassige 1. Klasse Leipzig auf. Wandert dann aber zum Ende des Zweiten Weltkriegs hin in der 2. Klasse ab.
Die Fußball-Mannschaft spielte nach 1945 zuerst unter dem Namen SG Liebertwolkwitz in der einmalig ausgetragenen, zweitklassigen Landesmeisterschaft Sachsen 1948/49 und belegte dort im Bezirk Leipzig mit 23:27 Punkten den 27. Platz nach 25 gespielten Partien. Anschließend spielt man ab der Saison 1949/50 in der Bezirksklasse A, aus welcher später die Bezirksliga Leipzig wurde. Anfang der 1960er Jahre rutscht die Mannschaft aber erst in die Bezirksklasse und später in die 1. Kreisklasse ab, wo man dann sich auch bis zum Ende der 1970er Jahre aufhält. Zur Saison 1980/81 geht es sogar hinunter bis in die 2. Kreisklasse. Aus der man aber schnell wieder aufsteigen kann. In der Spielzeit 1987/88 wurde daraus dann die Kreisliga und hier gelingt Motor sogar in der Saison 1989/90 der erste Platz.
In der Runde 1996/97 spielt das Team in der Leipziger Stadtliga, in dieser wird man nach der Saison 2004/05 mit 63 Punkten sogar Meister. So spielt man nun seit vielen Jahrzehnten wieder in der Bezirksklasse Leipzig und kann mit 42 Punkten auch locker die Klasse halten. Hier kommt man nach der Saison 2008/09 erstmals einem Aufstieg nahe, als man sich mit 63 Punkten und nur fünf Punkten auf dem Meister Lok Engelsdorf auf dem Zweiten Platz positionierte. Diese Leistung untermauerte man noch einmal in der Folgesaison mit 75 Punkten, womit man mit deutlichem Abstand schließlich Meister wurde. In der Bezirksliga kann man sich jedoch noch nicht halten und mit 32 Punkten reicht es nur knapp nicht für den Klassenerhalt nach der Aufstiegssaison. Zurück in der nun Stadtliga heißenden Spielklasse hält man sich dann aber auch nicht lange auf und steigt direkt mit 86 Punkten und einem noch deutlicheren Abstand direkt wieder als Meister auf. In der Bezirksliga Nord, gelingt diesmal nicht nur der Klassenerhalt, sogar die Meisterschaft wird mit zwei Punkten Abstand auf den Ersten Kickers 94 Markkleeberg nur knapp verpasst. In den nächsten beiden Spielzeiten hält sich die Mannschaft eher in den unteren Regionen der nun seit der Saison 2014/15 Landesklasse heißenden Liga auf. Allerdings gibt es auch ein paar Spielzeiten, in denen man dann wieder oben mitspielt. Bislang konnte man die Liga immer halten.

## Trivia
Die Mutter von Rene Adler spielte drei Jahre für eine Fußball-Mannschaft des Vereins.